# Schwingt freudig euch empor BWV 36
Schwingt freudig euch empor (in tedesco, "Slanciatevi con gioia") BWV 36 è una cantata di Johann Sebastian Bach. Esiste un'altra cantata omonima e con simile numero di catalogo: Schwingt freudig euch empor BWV 36c

## Storia
La cantata Schwingt freudig euch empor venne composta da Bach a Lipsia nel 1731 per la prima domenica di avvento e fu eseguita il 2 dicembre dello stesso anno. Il testo è di Christian Friedrich Henrici per i movimenti 1, 3, 5 e 7, di Martin Lutero per i movimenti 2, 6 ed 8, e di Philipp Nicolai per il quarto. Il testo di Lutero per l'inno Nun komm, der Heiden Heiland è un adattamento del secondo verso, Veni, redemptor gentium, dell'inno Intende qui regis Israel di Sant'Ambrogio.
Il tema del corale Nun komm, der Heiden Heiland è basato su un canto gregoriano medioevale e venne codificato da Lutero nel suo Geistliches Gesangbüchleyn del 1524. Il tema del corale Wie schön leuchtet der Morgenstern venne codificato da Philipp Nicolai nel 1599.

## Struttura
La cantata è scritta per soprano solista, contralto solista, tenore solista, basso solista, coro, oboe d'amore I e II, flauto, violino I e II, viola e basso continuo ed è suddivisa in otto movimenti:
1. Coro: Schwingt freudig euch empor, per tutti.
2. Duetto corale: Nun komm, der Heiden Heiland, per soprani e contralti, oboi d'amore e continuo.
3. Aria: Die Liebe zieht mit sanften Schritten, per tenore, oboe d'amore e continuo.
4. Corale: Zwingt die Saiten in Cythara, per tutti.
5. Aria: Willkommen, werter Schatz!, per basso, archi e continuo.
6. Corale: Der du bist dem Vater gleich, per tenori, oboi d'amore e continuo.
7. Aria: Auch mit gedämpften, schwachen Schritten, per soprano, violino solo e continuo.
8. Corale: Lob sei Gott dem Vater ton, per tutti.